# Over The Orizon (canción)
Mas allá del Horizonte (en inglés; Over The Orizon) es el tono de llamada predeterminado de Samsung desde 2011, tras la llegada de la gama, Galaxy S II, la cual fue compuesta por Joong Sam Yun, y de echo, las seis primeras notas no han cambiado a lo largo del tiempo.
Antes de que existieran, el tono principal de Samsung era, Beyond Samsung, mientras que el Tono Samsung se usaba como el predeterminado. 
Estos incluyen arreglos sinfónicos de Jamie Christopherson (2013-2015), un arreglo de jazz fusión de la banda sueca Dirty Loops (2016), un crossover del ganador del Grammy Jacob Collier (2017), un arreglo orquestal del compositor islandés Pétur Jónsson (2018), un crossover clásico del compositor ganador del Premio de la Academia Steven Price (2019) interpretado por la Orquesta Filarmónica de Londres, una versión inspirada en la naturaleza (2020) y una composición para piano del pianista coreano Yiruma (2021).
Algunos han echo versiones, remixes, de la melodía, algunos son; Quincy Jones, Icona Pop, Yiruma, Suga de BTS y varios artistas de K-Pop.